# Jucimara Evangelista Dantas
Jucimara Evangelista do Nascimento Dantas, detta Mamá (Ilha Solteira, 4 febbraio 1978), è un'ex cestista brasiliana.

## Carriera
Con il Brasile ha disputato i Giochi olimpici di Pechino 2008 e tre edizioni dei Campionati americani (2001, 2007, 2009).